# 長松寺 (市川市)
長松寺（ちょうしょうじ）は、千葉県市川市にある臨済宗大徳寺派の寺院。

## 歴史
1554年（天文23年）寂の渓山和尚によって開山されたことから、開山年はそれよりも若干古いことになる。開基の松原重之は後北条氏の家臣で当地を所領としていた。当地は行徳塩田として知られており、山号の「塩場山」は塩田（塩場）に由来する。
現在、当寺には、文化財に指定されるような歴史的なものは残されていなかったが、最近になりイギリスのエディンバラにあるスコットランド国立博物館で当寺から流出した仏像が発見された。

## 交通アクセス
- 妙典駅より徒歩9分。